# Dhandera
Dhandera é uma vila no distrito de Hardwar, no estado indiano de Uttaranchal.

## Demografia
Segundo o censo de 2001, Dhandera tinha uma população de 15,297 habitantes. Os indivíduos do sexo masculino constituem 52% da população e os do sexo feminino 48%. Dhandera tem uma taxa de literacia de 55%, inferior à média nacional de 59.5%: a literacia no sexo masculino é de 62% e no sexo feminino é de 48%. Em Dhandera, 16% da população está abaixo dos 6 anos de idade.